# Yokosuka H5Y
Yokosuka H5Y (яп. 九九式飛行艇, летающая морская лодка Тип 99 модель 11) — серийная летающая лодка Императорского флота Японии периода Второй мировой войны.
Кодовое имя союзников — «Черри» (англ. Cherry).

## История создания
Согласно военной концепции Японии Имперский флот должен был иметь на вооружении летающие лодки двух типов: большие трёх-четырёхмоторные разведывательные летающие лодки дальнего действия и меньшие двухмоторные летающие лодки, предназначенные для патрулирования. В связи с неудачей проекта Hiro H4H в 1934 году были разработаны требования 9-Си к новой средней летающей лодке. Основное внимание было уделено обеспечению низкой стоимости серийного производства и простоте обслуживания. Новый самолёт должен был развивать скорость не менее 463 км/ч, иметь дальность полёта 7200 км (с бомбовой нагрузкой 3700 кг). Оборонительное вооружение должно состоять из одной 20-мм пушки и четырёх 7,7-мм пулемётов. Бомбовая нагрузка должна составлять 1600 кг или 2 торпеды.
Реализация проекта была поручена 1-му авиационному арсеналу флота в Йокосуке.
Первые два двухмоторных прототипа H5Y1, которые напоминали уменьшенный вариант Kawanishi H6K, были готовы в 1936 году. Конструкторы рассчитывали, что новый самолёт, поступив в войска, будет решать разнообразные задачи, в первую очередь, по патрулированию акваторий на второстепенных участках фронта.
Но в ходе испытаний выяснилось, что характеристики H5Y1 значительно уступают требованиям технического задания 9-Си. Причиной были звездообразные двигатели Mitsubishi MKlA Shinten 21 мощностью 1200 л. с., которые оказались недостаточно мощными для тяжёлой машины.
Тем не менее, флот заказал небольшую партию самолётов, которая получила название «Летающая лодка Тип 99 Модель 11 (H5Y1 Модель 11)».
Ещё до начала производства в проект был внесен ряд изменений. Новый вариант получил название «Летающая лодка Тип 99 Модель 12 (H5Y2 Модель 12)». У него было уменьшено оборонительное вооружение, которое, в отличие от технического задания, состояло из двух 7,7-мм пулемётов в носовой части фюзеляжа и в хвостовой вращающейся башне. На некоторых машинах ставился 3-й пулемёт.
Из-за неудовлетворительных характеристик самолётов после выпуска 18 машин модели H5Y2 их производство было прекращено.

## Тактико-технические характеристики

### Технические характеристики
- Экипаж: 6 человек
- Длина: 20,50 м
- Высота: 6,71 м
- Размах крыльев: 31,57 м
- Площадь крыльев: 107,70 м²
- Масса пустого: 7 106 кг
- Масса снаряжённого: 11 500 кг
- Двигатели: 2 х Mitsubishi MKlA Shinten 21
- Мощность: 1 200 л. с.

### Лётные характеристики
- Максимальная скорость: 302 км/ч на высоте 1 000 м
- Практическая дальность: 4 800 км
- Практический потолок: 5 200 м

### Вооружение
- Пулемётное: 2 (или 3) × 7,7 мм пулемёта
- Бомбовая нагрузка:
  - до 500 кг бомб

## История использования
После нескольких месяцев эксплуатации H5Y все они были переведены в тыловые районы, где они использовались как штабные, транспортные и учебные самолёты, а также для борьбы с подводными лодками. При патрулировании летающие лодки H5Y2 обычно брали на борт 2 бомбы по 250 кг каждая или такую же массу глубинных бомб.